# اختلال تجزیه هویت
اختلال تجزیهٔ هویت یا هُویت‌پَریشی (که سابقاً اختلال شخصیت چندگانه هم خوانده می‌شد) یکی از شکل‌های اختلال‌های تجزیه‌ای و گسستگی  می‌باشد. عبارت است از وجود دو یا چند هویت یا شخصیت متمایز که به تناوب رفتار را کنترل می‌کنند. معمولاً این شخصیت‌ها نام و سن و مجموعه‌ای از خاطرات و رفتارهای ویژه خود را دارند. در اغلب موارد یک هویت اصلی با نام واقعی شخص وجود دارد که منفعل، وابسته و افسرده‌ است. هویت‌های جانشین نوعاً دارای ویژگی‌هایی هستند که با هویت اصلی تعارض دارند؛ مثلاً خصمانه، کنترل‌کننده، و خودویرانگرند. در بعضی موارد، این شخصیت‌ها ممکن است حتی در ویژگی‌هایی مانند دست‌خط، استعدادهای هنری و ورزشی و آشنایی به زبان‌های خارجی با هم تفاوت داشته باشند. احتمال می‌رود، در زمینهٔ فرایندهای فیزیولوژیک از قبیل فشار خون و فعالیت مغزی نیز تفاوت‌هایی داشته باشند (پوتنام، 1991). هویت اصلی معمولاً از تجربه‌های هویت‌های دیگر اطلاعی ندارد. دوره‌هایی از یاد زدودگی بدون علت، از قبیل زوال حافظه برای چند ساعت یا چند روز در هفته، می‌تواند نشانه‌هایی از وجود این اختلال در فرد باشد.

## ریشه و علل
بسیاری از کسانی که به این اختلال دچار شده‌اند، گزارش می‌دهند که در دوران کودکی دستخوش بهره‌کشی جسمی و جنسی بوده‌اند. اما از آنجایی که خاطرات کودکی ممکن است تحریف شود و مردمانی که گرفتار این اختلال هستند، بسیار تلقین پذیر بوده‌اند، در صحت و سقم این ادعاها تردیدهایی وجود دارد. در هرحال اندیشه محافظت از کودکان در برابر تجربه‌های آسیبی، فرضیه‌ای در باب نقش آفرینی این قبیل تجربه‌ها در ایجاد اختلال هویت رقم زده‌است. گمان می‌رود که نخستین تجربه گسیختگی در پاسخ به تجربه‌های آسیبی و در دوران کودکی (و حتی در سنین بالا) روی دهد (معمولا بین ۴ تا ۶ سالگی). کودک در مواجهه با رویدادی دردناک و رنج آور، شخصیت دیگری می‌آفریند که بار آن تجربه دشوار را بر دوش بکشد. (فریش هولز، ۱۹۸۵) مغز کودک برای دفاع از خویش در برابر تجربه بهره‌کشی، به گسیختن حافظه مربوط از خودآگاهی خویش دست می‌زند. هرگاه بهره‌کشی به صورت سهمگین و مکرر باشد، این روش دفاعی در دراز مدت هویت‌های دیگری به وجود می‌آورد که فقط یک یا دو شخصیت فرعی از بهره‌کشی آگاهی دارند و بقیه از این رنج و درد بدون اطلاع می‌مانند. جدایی این شخصیت‌های چندگانه از یکدیگر موجب پنهان ماندن تجربه سهمگین از آنان است. به این ترتیب خاطرات و احساسات بهره‌کشی به‌طور مستمر، خودآگاهی کودک را آزار نمی‌دهد، مثلاً در اوقاتی که در مدرسه است یا با دوستانش بازی می‌کند. (بران، ۱۹۸۶).
اکثریت بزرگی از مردمان چند شخصیتی، مؤنث هستند و این واقعیت ناشی از احتمال بهره‌کشی جنسی بیشتر از دختربچه‌هاست. (بون و دریچر، ۱۹۹۳)
عامل دیگر ایجاد این اختلال، آسیب ناشی از خودهیپنوتیزمی است؛ یعنی فرایند خود را در حالت خلسه هیپنوتیسمی قرار دادن. کسانی که گرفتار اختلال گسیختگی شخصیت هستند، غالباً بسیار خوب هیپنوتیسم می‌شوند. آن‌ها گزارش می‌دهند که تجربه خلسه شباهت به تجربه‌هایی دارد که در دوران کودکی پیدا می‌کردند. (بلیس، ۱۹۸۰)
در استان‌های جنوبی کشور ایران بسیار از این نوع اختلال تجزیه‌کننده هویت به نام زار و ماوراءالطبیعه سخت گفته می‌شود (و اغلب مردم در گذشته شخص بیمار را جن زده و زاری می‌دانستند).

## علایم
1. سردرد یا درد خفیف در دیگر نواحی بدن.
2. اختلال ضعف حافظه و خارج شدن از دایره زمان و فراموشی لحظه‌ای یا مشکل در به خاطر آوردن برخی اطلاعات فردی که قابل توجیه با فراموشی معمولی نیست.
3. تغییرات قابل توجه در رفتار بیمار به گزارش یک ناظر.
4. وجود تضاد در شخصیت و رفتار
5. گاهی دیگران رفتارها یا خاطراتی را از فرد بازگو می‌کنند که خود بیمار آن‌ها را به خاطر نمی‌آورد.
6. بیمار ممکن است خود را به نام دیگری بخواند یا خود را به عنوان سوم شخص یا «ما» خطاب کند.
7. شنیدن صداهایی از شخصیت‌های درون ذهن.
8. حمله‌های ترس و اضطراب که حاوی ترس‌های غیرقابل توجیه و بیان باشد.
9. وجود افسردگی در شخصیت اصلی.
10. پارانویا
11. مسخ واقعیت
12. خوددگربینی

## درمان
اگر بیمار دچار بیماری‌های دیگری نشده باشد، نیازی به بستری شدن ندارد و طی جلسات روان‌کاوی و هیپنوتیزم' 'و شوک الکتریکی' در مطب خاطرات تلخ پاک خواهد شد و چندین شخصیت تبدیل به یک شخصیت خواهد شد.
وقتی فرد دچار دی‌ای‌دی وارد شخصیت دیگری از خود شود و زیان به بار آورد، می‌توان از آرامبخش‌های تجویزشده به‌دست پزشک بهره برد.